# Gevangenis van Werl

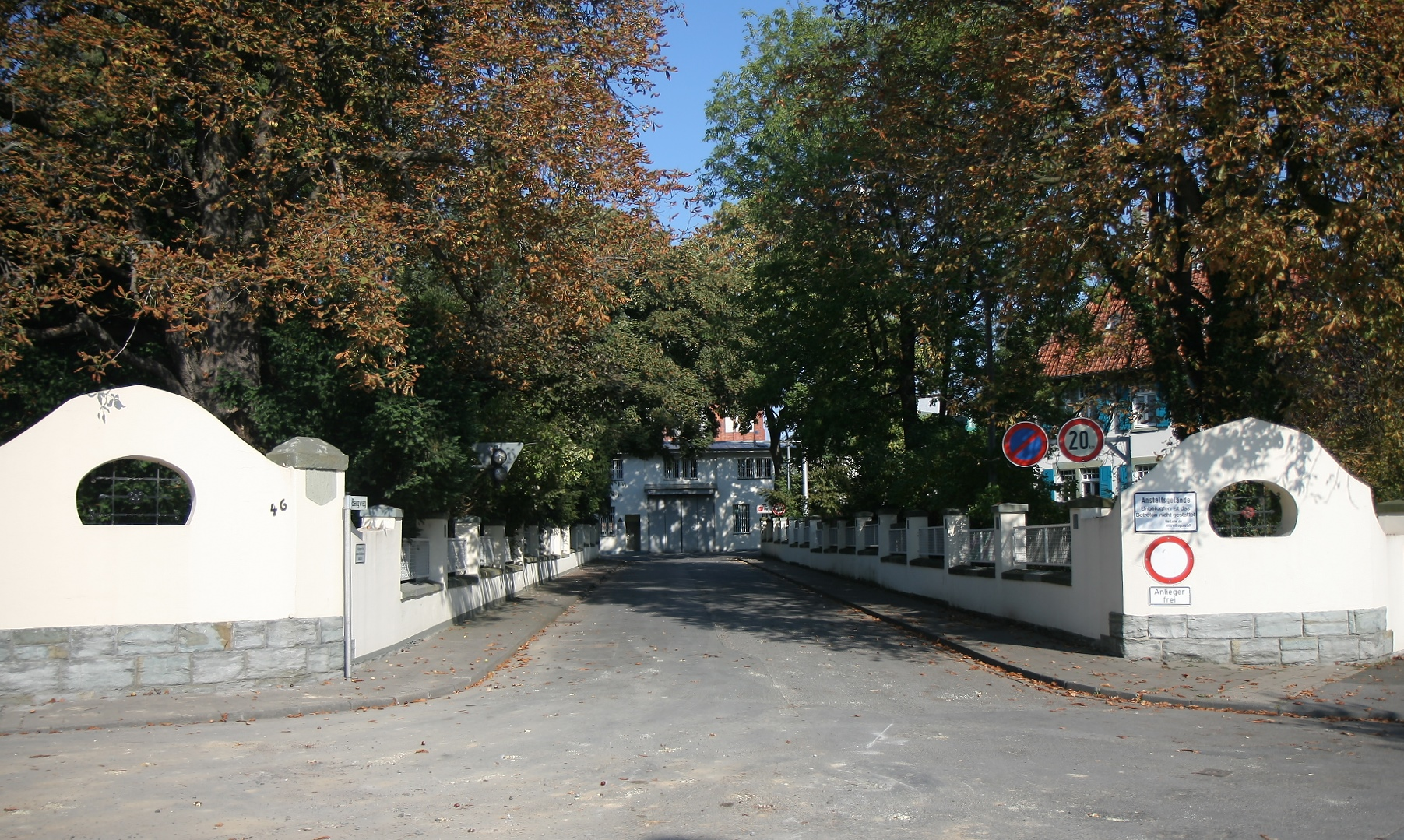
Entree

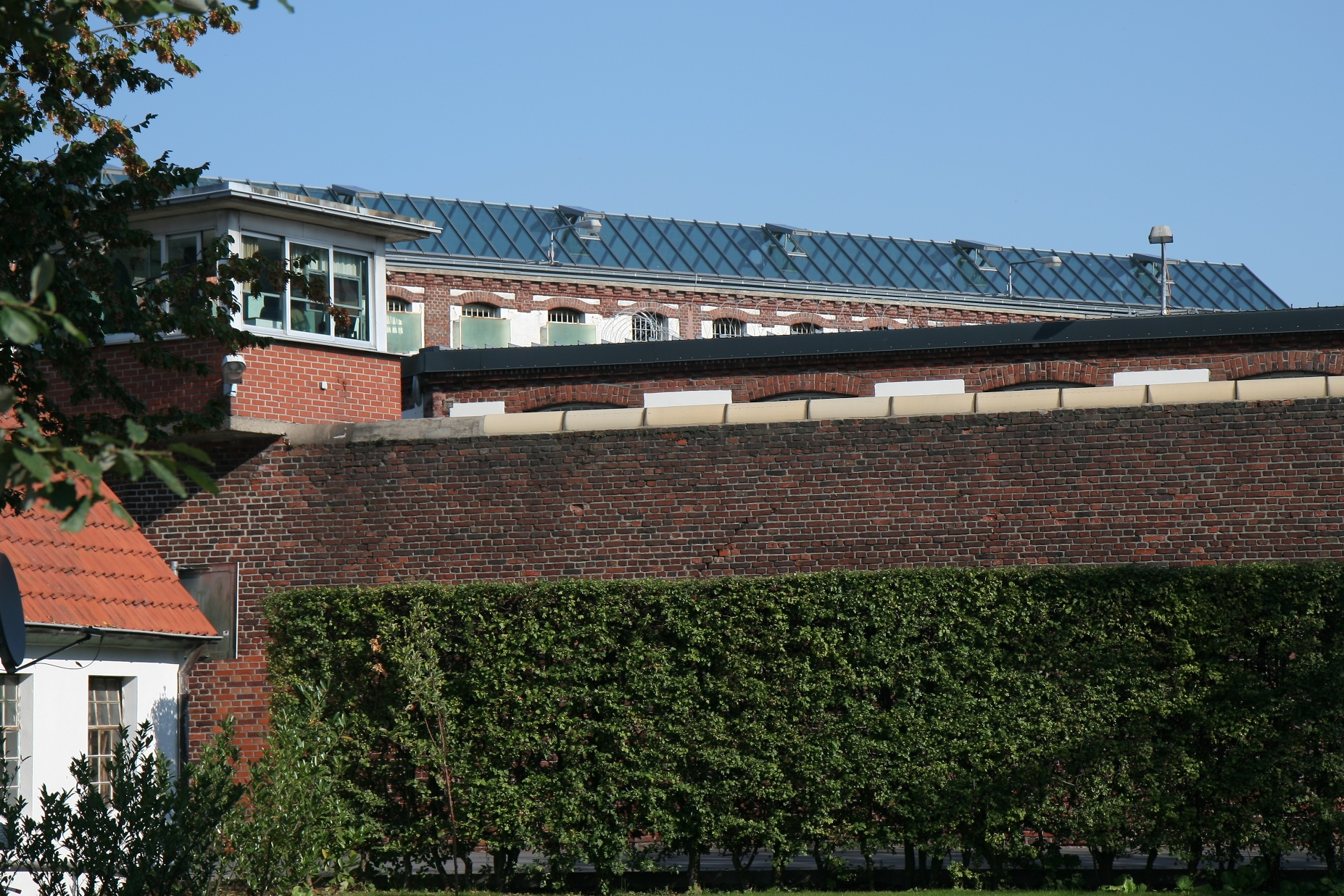
Muur met een uitkijkpost

De gevangenis van Werl, gelegen ten noorden van de stad (Werl (Noordrijn-Westfalen), is een van de grootste gevangenissen van Duitsland.
Het complex beslaat een terrein van ongeveer 10 hectare en biedt thans plaats aan 866 volwassen, mannelijke gedetineerden. In 2007 is begonnen met een uitbreiding van nog eens 3 hectare.

## Geschiedenis
Na de eerstesteenlegging in 1906, is het gebouw op 1 juli 1908 in gebruik genomen als centrale gevangenis van het koninkrijk Pruisen. Het was de grootste gevangenis in het Duitse Rijk.
Tijdens de Tweede Wereldoorlog was op het terrein van de gevangenis een wapen- en munitiefabriek gevestigd in een grote hal, waar ongeveer 2000 personen, vooral Russische krijgsgevangenen, als dwangarbeiders waren tewerkgesteld. Politieke gevangenen werden overgeplaatst, omdat men hen de wapenproductie en de specialistische apparatuur niet wilde toevertrouwen. De dwangarbeiders waren in verschillende kazernes in de omgeving gehuisvest.
Na afloop van de oorlog was Werl de militaire gevangenis (Allied National Prison) in de Britse bezettingszone. (Elke bezettingszone had zo'n gevangenis.) Er zaten een aantal kopstukken uit de oorlog gevangen. 

## Recente geschiedenis
Op 30 juni 1992 hebben twee misdadigers, Michael Heckhoff en Kurt Knickmeier, met een neppistool in de ziekenboeg
een tandarts, twee assistentes en vier ambtenaren gegijzeld. Ze eisten losgeld en een vrijgeleide.
Na 13 uur werd Heckhoff neergeschoten toen hij een vluchtauto wilde inspecteren.
Knickmeier heeft toen twee gijzelaars met benzine overgoten, die vervolgens ernstig gewond zijn geraakt, voordat Knickmeier in de ziekenboeg kon worden overmeesterd.

## Beveiliging
De gevangenis is een gesloten inrichting die valt te kwalificeren als extra-beveiligde inrichting. Het complex wordt omringd door 6 meter hoge muren, met zeven uitkijkposten. Bewakers in deze uitkijkposten hebben instructies om zo nodig (verplicht) een vuurwapen te gebruiken.